# إيبن بارنارد
إيبن بارنارد (بالإنجليزية: Eben Barnard)‏ هو لاعب اتحاد الرغبي جنوب أفريقي، ولد في 29 يناير 1992 في بارل ‏ في جنوب أفريقيا.